# Hans-Dörr-Park

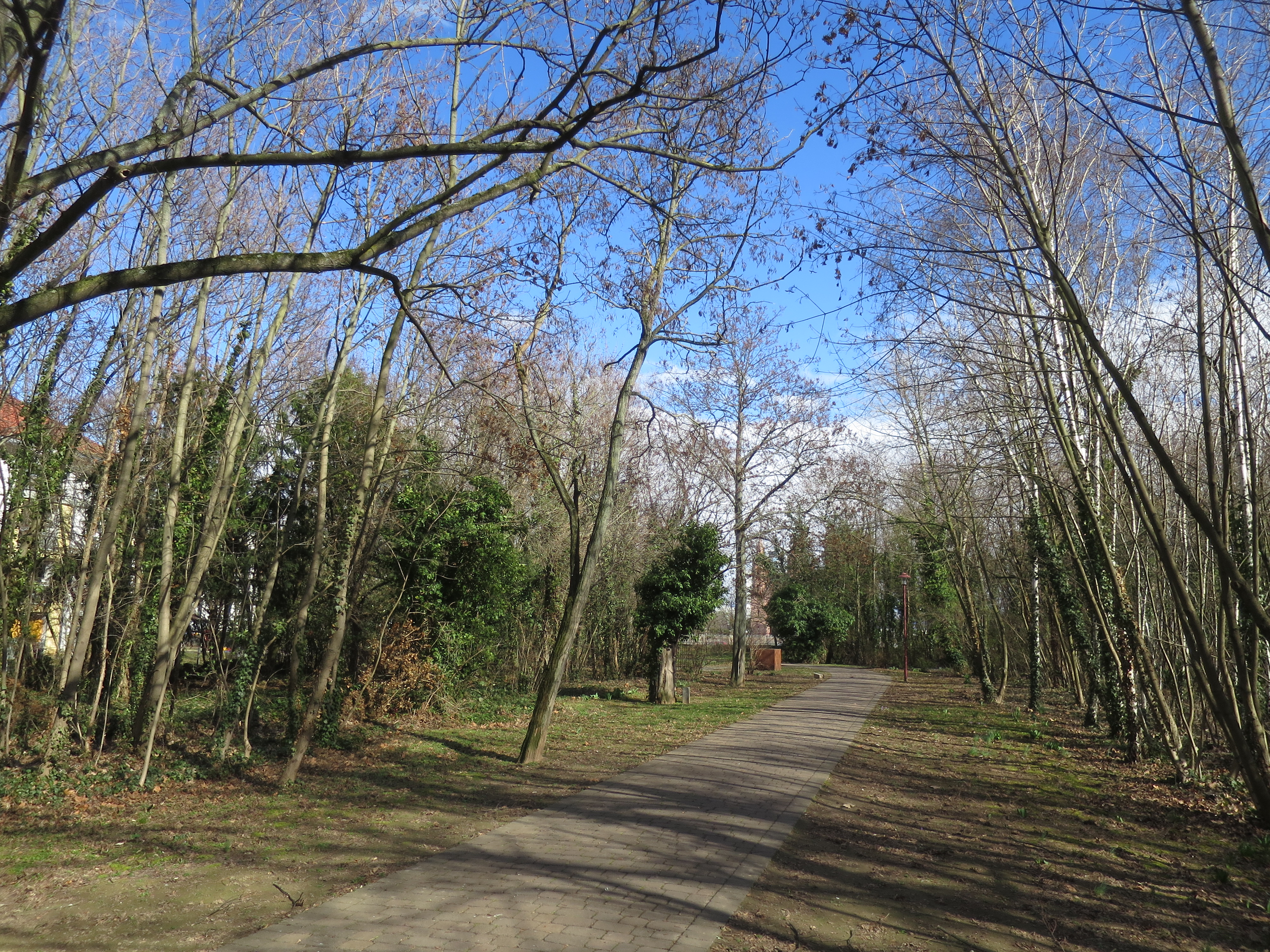
Östlicher Parkteil

Der Hans-Dörr-Park ist eine Grünanlage in Worms, benannt nach dem Gynäkologen und Hitler-Gegner Hans Dörr.

## Geografische Lage
Die Grünanlage befindet sich im Norden des Stadtkerns von Worms auf einer Höhe von knapp 98 m ü. NHN und etwa 800 m Luftlinie vom Rhein entfernt. Sie wird von der Mainzer Straße, der Johanniterstraße, der Gaustraße, der Altmühlstraße und dem Pfortenring begrenzt. Die Mainzer Straße trennt den Park von der östlich gelegenen, berühmten Weinlage „Liebfrauenstift“ und der darin gelegenen Liebfrauenkirche inmitten des Weingartens.
Südwestlich, nur durch die Gaustraße getrennt, schließt der Albert-Schulte-Park an. Zusammen bilden die beiden Parkanlagen eine kurze Verbindung für Fußgänger und Radfahrer zwischen Mainzer Straße und dem Hauptbahnhof Worms.

## Geschichte
Die Grünanlage entstand auf dem Gelände des ehemaligen Stadtkrankenhauses Worms. Dieses wurde im Oktober 1888 in Betrieb genommen, als in der zweiten Hälfte des 19. Jahrhunderts die vorhandenen kleineren Einrichtungen in der Stadt nicht mehr ausreichten.
Das Krankenhaus entstand am damals nördlichen Stadtrand als Dreiflügelanlage nach Plänen des Stadtbaumeisters Karl Hofmann im Stil der Neorenaissance. Der Mittelflügel erstreckte sich entlang der Mainzer Straße, zwei Seitenflügel jeweils entlang der Johanniterstraße und des Pfortenrings. In der Mittelachse der Anlage stand – rückwärtig im Park als eigener Pavillon – die Krankenhausapotheke. Das Haus hatte zunächst 105 Betten und wurde ab 1905 mehrfach erweitert. In der umgebenden Grünanlage entstanden dazu weitere Gebäude. In den 1920er Jahren hatte das Krankenhaus 270 Betten und bei Ausbruch des Zweiten Weltkrieges 800 Betten. Im Krieg wurde es bei Luftangriffen zwar beschädigt, konnte aber mit etwa 2/3 seiner Kapazität weiter arbeiten. 1946 übernahm Hans Dörr das Krankenhaus als medizinischer Direktor, leitete den Wiederaufbau und ging hier Ende 1971 in den Ruhestand. Letzte Erweiterung an diesem Standort war 1976 eine nuklearmedizinische Abteilung.
Ebenfalls 1976 wurde der Grundstein für den Neubau des Stadtkrankenhauses in der Gabriel-von-Seidl-Straße auf der Herrnsheimer Höhe bei Worms-Herrnsheim nahe von Worms-Hochheim gelegt. Am 3. Juni 1981 erfolgte der Umzug des Krankenhauses zum neuen Standort. Das historische Krankenhaus an der Mainzer Straße wurde abgerissen. Nur der historische Eisenzaun, der das Gelände umschloss, ist heute noch auf weite Strecken erhalten. Etwas mehr als die Hälfte des Krankenhausgeländes blieb in der Folge unbebaut und wurde zum Hans-Dörr-Park umgestaltet.

## Gestaltung
Den Park durchzieht ein Wegekreuz, das die umliegenden Straßen für Fußgänger miteinander verbindet. Die gärtnerische Gestaltung der Anlage ist zurückhaltend und zu einem erheblichen Teil von Ruderalvegetation geprägt.

## Wissenswert
Als Bindeglied zwischen Albert-Schule-Park und den Weingärten an der Liebfrauenkirche ist der Hans-Dörr-Park integraler Bestandteil des Grün- und Freiflächenkonzepts "Grüne Perlenkette" der Stadt Worms. Laut diesem städtebaulichen Leitkonzept sollen die innerstädtischen Grünflächen miteinander verknüpft und als Ganzes besser erlebbar gemacht werden.